# Æresdivisionen (kvinder)
Æresdivisionen (nederlandsk: Eredivisie) er en fodboldliga for kvinder i Holland. Ligaen blev etableret i 2007, hvorefter der blev spillet i fem sæsoner. Efter tre sæsoner sammen med Belgien, genstartede Æresdivisionen igen fra 2015–16 sæsonen.
Vinderen af Æresdivisionen kvalificerer sig til UEFA Women's Champions League.

## Mestre
| År      | Vinder       | Toer         | Treer         | Ref.         |
| ------- | ------------ | ------------ | ------------- | ------------ |
| 2007–08 | AZ           | Willem II    | FC Utrecht    | [ 3 ]        |
| 2008–09 | AZ           | ADO Den Haag | Willem II     | [ 4 ]        |
| 2009–10 | AZ           | ADO Den Haag | Willem II     | [ 5 ] [ 6 ]  |
| 2010–11 | FC Twente    | ADO Den Haag | AZ            | [ 7 ] [ 8 ]  |
| 2011–12 | ADO Den Haag | FC Twente    | Telstar       | [ 9 ] [ 10 ] |
| 2015–16 | FC Twente    | AFC Ajax     | PSV Eindhoven | [ 11 ]       |
| 2016–17 | AFC Ajax     | FC Twente    | PSV Eindhoven |              |
| 2017–18 | AFC Ajax     | FC Twente    | SC Heerenveen |              |
| 2018–19 | FC Twente    | AFC Ajax     | PSV Eindhoven |              |

### Titler efter klub
| Titler | Hold         |
| ------ | ------------ |
| 3      | AZ           |
| 2      | Ajax         |
| 2      | FC Twente    |
| 1      | ADO Den Haag |

## Topscorere
| Sæson   | Topscorer                     | Mål | Klub          |
| ------- | ----------------------------- | --- | ------------- |
| 2007–08 | Karin Stevens                 | 20  | Willem II     |
| 2008–09 | Sylvia Smit                   | 14  | Heerenveen    |
| 2009–10 | Sylvia Smit Chantal de Ridder | 11  | Heerenveen AZ |
| 2010–11 | Chantal de Ridder             | 19  | AZ            |
| 2011–12 | Priscilla de Vos              | 16  | Telstar       |
| 2015–16 | Jill Roord                    | 20  | Twente        |
| 2016–17 | Katja Snoeijs                 | 21  | Telstar       |